# Baraboulé
Baraboule là một tổng Soum (tỉnh) ở tây bắc Burkina Faso. Dân số năm 2006 là 30.209 người. Thủ phủ là thị xã Baraboule.

## Các thị xã và làng xã
Baniel, Dambougaré, Dankanao, Dohouré, Dotoka, Fili-Fili, Gadiouga, Gasseltepaoua, Hocoulourou, Konga, Lessam, Mehena, Oudouga, Ouindoupoli, Pahoundé, Petalbaye, Petalkoulerou, Pétégoli, Petel, Soffi và Windeboki.